# Stary, dobry Flint
Stary, dobry Flint – album studyjny polskiego rapera Flinta. Wydawnictwo ukazało się 3 października 2013 roku nakładem wytwórni muzycznej Koka Beats w dystrybucji Firmy Księgarskiej Olesiejuk. Produkcji nagrań podjęli się: SebaKK, Miliony Decybeli, EsDwa, BarthVader, Salvare, Szczur, Vinylstealer oraz DJ Flip. Z kolei wśród gości na płycie znaleźli się m.in. Muflon, Green oraz Pezet.

## Lista utworów
Opracowano na podstawie materiału źródłowego.
1. "Stare, dobre intro" (pianino elektryczne: BarthVader, produkcja: SebaKK, scratche: DJ Flip) – 0:59
2. "Desiderata" (gitara basowa: BarthVader, gitara elektryczna: Piotr Kaźmierczuk, gościnnie: Pezet, sampler: Folku) – 4:21
3. "Blok" (pianino: BarthVader, produkcja: Miliony Decybeli, scratche: DJ Kebs) – 4:16
4. "Przyjaciółki, koleżanki, kumpele" (intro: BarthVader, produkcja: EsDwa) – 3:29
5. "Muszę dostać skrzydeł" (gitara klasyczna: Piotr Kaźmierczuk, gościnnie: Dotcom, produkcja: BarthVader) – 3:56
6. "Bez przypału" (pianino elektryczne: BarthVader, produkcja: Salvare, scratche: DJ Flip) – 3:07
7. "Fight Club" (pianino elektryczne: BarthVader, produkcja: Salvares, cratche: DJ Kebs) – 2:48
8. "Sieję dobro, sieję zło" (gościnnie: Muflon, produkcja: Szczur, scratche: DJ Ike) – 4:54
9. "Brakujące słowa" (gościnnie: Green, produkcja: Szczur, scratche: DJ Flip) – 3:43
10. "Szary" (produkcja: BarthVader, Vinylstealer, scratche: DJ Ace) – 3:04
11. "Kobiety" (gitara basowa: BarthVader, gitara elektryczna: Piotr Kaźmierczuk, sampler: Luxon) – 3:29
12. "Stare, dobre outro" (produkcja i scratche: DJ Flip) – 1:08